# Odae Sveticae
Odae Sveticae är ett samlingsverk med tio psalmer av Samuel Columbus som först utgavs 1674.
Dessa psalmer har i flera fall bearbetats vidare av senare psalmboksutgivare efter Columbus död 1679.